# John Cruger, Jr.
John Cruger, Jr. (18 luglio 1710 – 27 dicembre 1791) è stato un politico statunitense, 41° sindaco di New York.